# Tipula (Pterelachisus) huron
Tipula (Pterelachisus) huron is een tweevleugelige uit de familie langpootmuggen (Tipulidae). De soort komt voor in het Nearctisch gebied.